# گنلیک
''گنلیک (ترکی آذربایجانی: Genlik) یک منطقهٔ مسکونی در جمهوری آرتساخ است که در استان کاشاتاق واقع شده‌است.